# Arpaxofilia
L'arpaxofilia è una parafilia che consiste nel provare piacere sessuale nel momento in cui si viene derubati, quindi in una situazione di pericolo.
Data la difficoltà nel rendere reali tali pericolose situazioni, tale piacere sessuale viene realizzato mediante simulazioni o messe in scena, come ad esempio, quelle di un furto o rapine in casa, grazie all'aiuto del partner. Se la perversione risulta particolarmente alta, dall'eccitazione sessuale si può arrivare a raggiungere l'orgasmo.
Se questa parafilia spinge la persona a cercare spesso tali situazioni è utile consultare uno specialista in psicologia sessuale.

## Curiosità
- L'arpaxofilia è una delle parafilie sessuali presenti nel film Kiki & i segreti del sesso del 2016, dove una delle protagoniste si eccita quando derubata.[3]